# Pavla Havlíková
Pavla Havlíková née le 20 avril 1983 à Liberec, est une coureuse cycliste tchèque, spécialiste du cyclo-cross.

## Biographie
Pavla Havlíková pratique le ski dans sa jeunesse avant de se tourner vers le cyclisme, où elle participe à des compétitions de cyclo-cross, de VTT cross-country et de cyclisme sur route. Début 2000, à l'âge de 16 ans, elle participe au premier championnat du monde de cyclo-cross féminin. Au cours d'une carrière de plus de 20 ans, elle est aux côtés de Kateřina Nash, la meilleure coureuse tchèque de cyclo-cross de son époque. Elle détient le record de titres nationaux dans cette discipline avec huit victoires. Entre 2007 et 2019, elle remporte à plusieurs reprises la Toi Toi Cup, la série de courses la plus importante de son pays, ainsi que la Swiss Cyclocross Cup en 2016 et 2018. Au niveau international, son résultat le plus significatif est la médaille d'argent aux championnats d'Europe de 2014, derrière la Belge  Sanne Cant. Elle remporte également deux courses du Trofee veldrijden en Belgique, dont le Koppenbergcross en 2009. Elle monte à quatre reprises sur le podium d'une manche de Coupe du monde.
En VTT, Havlíková est vice-championne d'Europe de cross-country juniors (moins de 19 ans) en 2001, derrière la Polonaise Maja Włoszczowska. Entre 2018 et 2014, elle gagne plusieurs titres de championne de République tchèque. En cyclisme sur route, elle monte à plusieurs reprises sur le podium des championnats nationaux et représente aux championnats du monde de cyclisme sur route dans les années 2000. 
En 2019, elle arrête sa carrière sur route et en VTT. Deux ans plus tard, en 2021, elle annonce la même chose pour le cyclo-cross. Néanmoins, elle continue avec un programme de courses réduit et participe aux championnats tchèques de cyclo-cross en 2025. Depuis 2005, elle travaille à temps partiel comme entraîneuse à l'Université des Sports de Jablonec.

## Palmarès en cyclo-cross
- 2000-2001
  - 2e du championnat de République tchèque de cyclo-cross
- 2001-2002
  - 2e du championnat de République tchèque de cyclo-cross
- 2007-2008
  -  Championne de République tchèque de cyclo-cross
- 2008-2009
  -  Championne de République tchèque de cyclo-cross
  - Cyclo-cross International Podbrezová, Podbrezová
  - Trofeo Città di Lucca - Giacomo Puccini, Lucques
- 2009-2010
  - Trophée GvA #2 - Koppenbergcross, Audenarde
  - 2e du championnat de République Tchèque de cyclo-cross
- 2010-2011
  - 7. Internationale Döhlauer Crossrennen, Döhlau
  - 2e du championnat de République tchèque de cyclo-cross
- 2011-2012
  - 2e du championnat de République tchèque de cyclo-cross
  - 9e de la Coupe du monde
- 2012-2013
  -  Championne de République tchèque de cyclo-cross
  - 10e de la Coupe du monde
- 2013-2014
  - International Cyclocross Financne centrum, Udiča
  - 2e du championnat de République tchèque de cyclo-cross
  - 10e de la Coupe du monde
- 2014-2015
  -  Médaillée d'argent du championnat d'Europe de cyclo-cross
  - 3e du championnat de République tchèque de cyclo-cross
- 2015-2016
  - Trophée Banque Bpost #1, Renaix
  - Kiremko Nacht van Woerden, Woerden
  - Toi Toi Cup #4, Tábor
  - Toi Toi Cup #7, Uničov
  - Toi Toi Cup #8, Mladá Boleslav
  - EKZ CrossTour #3, Hittnau
  - EKZ CrossTour #4, Eschenbach
  - GGEW City Cross Cup, Lorsch
  - 4e du championnat d'Europe de cyclo-cross
- 2016-2017
  -  Championne de République tchèque de cyclo-cross
  - EKZ CrossTour #2, Aigle
  - Toi Toi Cup #2, Mladá Boleslav
  - Toi Toi Cup #4, Kolín
  - Toi Toi Cup #5, Slaný
- 2017-2018
  -  Championne de République tchèque de cyclo-cross
  - Classement général de la Toi Toi Cup
    - Toi Toi Cup #1, Slaný
    - Toi Toi Cup #2, Jabkenice
    - Toi Toi Cup #3, Hlinsko
    - Toi Toi Cup #4, Holé Vrchy
    - Toi Toi Cup #5, Uničov
    - Toi Toi Cup #6, Jabkenice

  - Classement général de l'EKZ CrossTour
  - 10e du championnat d'Europe de cyclo-cross
- 2018-2019
  -  Championne de République tchèque de cyclo-cross
  - Classement général de la Toi Toi Cup
    - Toi Toi Cup #2, Hlinsko
    - Toi Toi Cup #3, Jičín
    - Toi Toi Cup #4, Slaný
    - Toi Toi Cup #6, Jabkenice

  - 2e de l'EKZ CrossTour
- 2019-2020
  -  Championne de République tchèque de cyclo-cross
  - Toi Toi Cup #3, Holé Vrchy
  - Toi Toi Cup #4, Slaný
  - Toi Toi Cup #5, Kolín
  - Grand Prix Trnava, Trnava
  - Grand Prix Podbrezová, Podbrezová
  - Grand Prix Topoľčianky, Topoľčianky
  - Flückiger Cross Madiswil, Madiswil
- 2020-2021
  -  Championne de République tchèque de cyclo-cross
  - Toi Toi Cup #7, Kolín
- 2021-2022
  - Toi Toi Cup #1, Mladá Boleslav
  - 2e de la Toi Toi Cup
- 2022-2023
  - Grand Prix Topoľčianky 1, Topoľčianky
  - Grand Prix Topoľčianky 2, Topoľčianky
  - Mikolow 800th Anniversary Cup/Puchar 800-lecie Mikołowa, Mikołów
  - Grand Prix X-Bionic Samorin 1, Šamorín
  - Toi Toi Cup #7, Rýmařov

## Palmarès en VTT
- 2001
  -  Médaillée d'argent du championnats d'Europe de cross-country juniors
- 2008
  -  Championne de République tchèque de cross-country
- 2010
  -  Championne de République tchèque de cross-country marathon
- 2013
  -  Championne de République tchèque de cross-country eliminator
- 2014
  -  Championne de République tchèque de cross-country

## Palmarès sur route
- 2002
  - 3e du championnat de République tchèque du contre-la-montre
- 2003
  - 3e du championnat de République tchèque du contre-la-montre
- 2004
  - 3e du championnat de République tchèque sur route
- 2006
  - 2e du championnat de République tchèque sur route
- 2007
  - 3e du championnat de République tchèque sur route
- 2013
  - 3e du championnat de République tchèque sur route